# Isoetes pseudojaponica
Isoetes pseudojaponica là một loài dương xỉ trong họ Isoetaceae. Loài này được M.Takamiya, Mits.Watan. & K.Ono mô tả khoa học đầu tiên năm 1997.
Danh pháp khoa học của loài này chưa được làm sáng tỏ. 